# 哥斯達黎加巨型石球

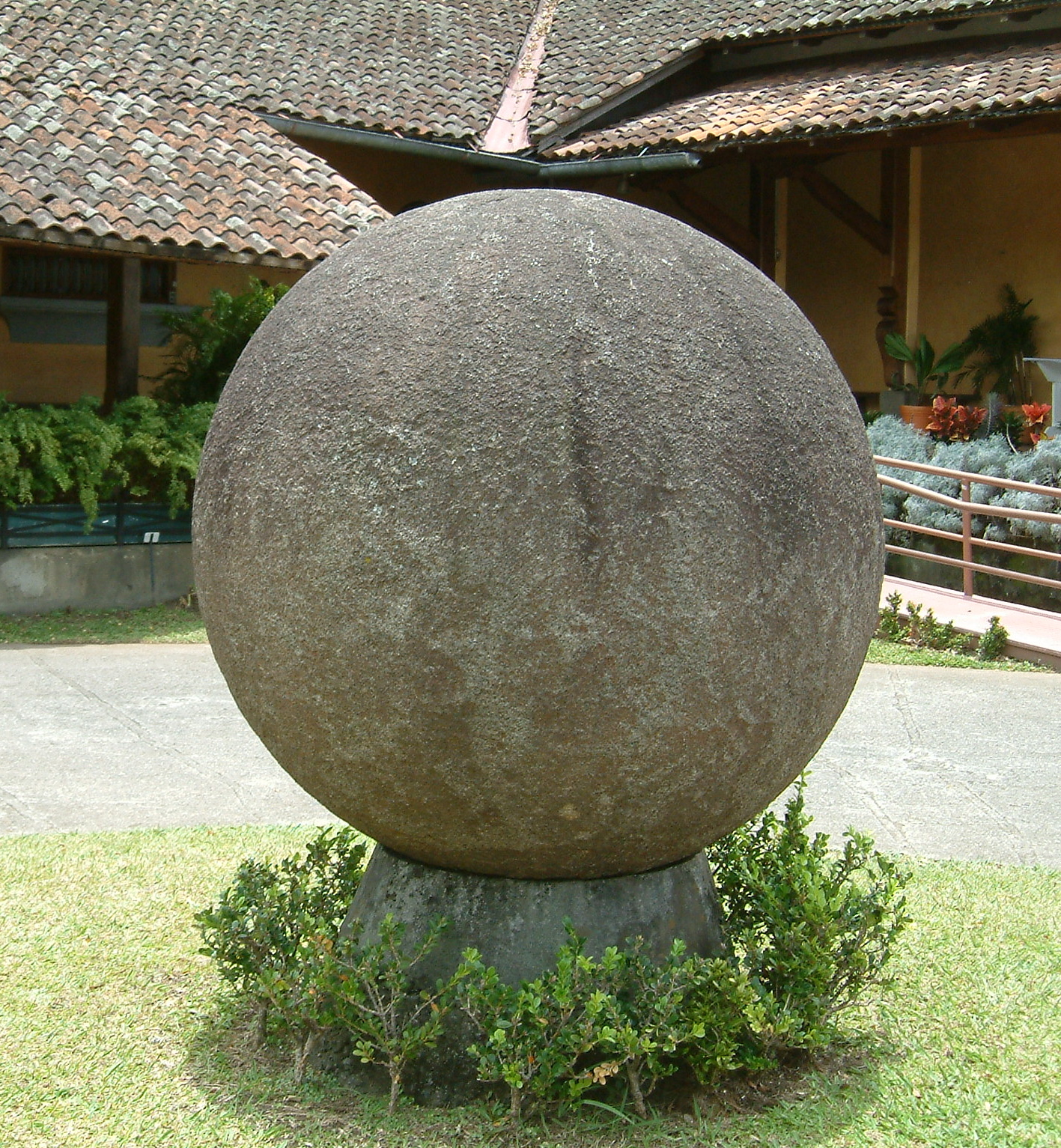
一個被收藏在哥斯大黎加國家博物館的案例，攝於2004年。

哥斯達黎加的（巨型）石球（英語：stone spheres of Costa Rica）是哥斯達黎加境內迪基斯三角洲（英語：Diquís Delta）和卡尼奧島的 300 多個石球的全稱。在當地，它們也被稱為 bolas de piedra（字面意思是石球）。這些球體通常歸因於已消失的狄奎斯（Diquis）文化，有時也被稱為狄奎斯球。它們是哥倫比亞地峽地區（英語：Isthmo-Colombian Area）最著名的石雕。
帕爾馬蘇爾（Palmar Sur）考古發掘是對該國南部一個名為 Diquís 三角洲的遺址的一系列挖掘，其中心是一個名為“Finca 6”（「農場 6」）的遺址。考古發現可以追溯到阿瓜斯布埃納斯時期（英語：Aguas Buenas Period，公元300年—800年）和奇里基時期（英語：Chiriquí Period，公元 800年—1550年）。
2014 年 6 月，當地相關遺跡被以「帶有 Diquís 石球的前哥倫布時期酋長聚居地」（英語：Precolumbian Chiefdom Settlements with Stone Spheres of the Diquís）名義列入聯合國教科文組織世界遺產名錄。 2014 年 7 月，一項於 2011 年提出的將這些球體宣佈為該國的國家象徵的項目獲得批准。
根據一些考古學家的假設，這些球體可以代表太陽系，或者只是受到用肉眼觀察的太陽和月亮的各個階段的啟發，包括落日或升起的太陽，以及半月。